# Tori-shima

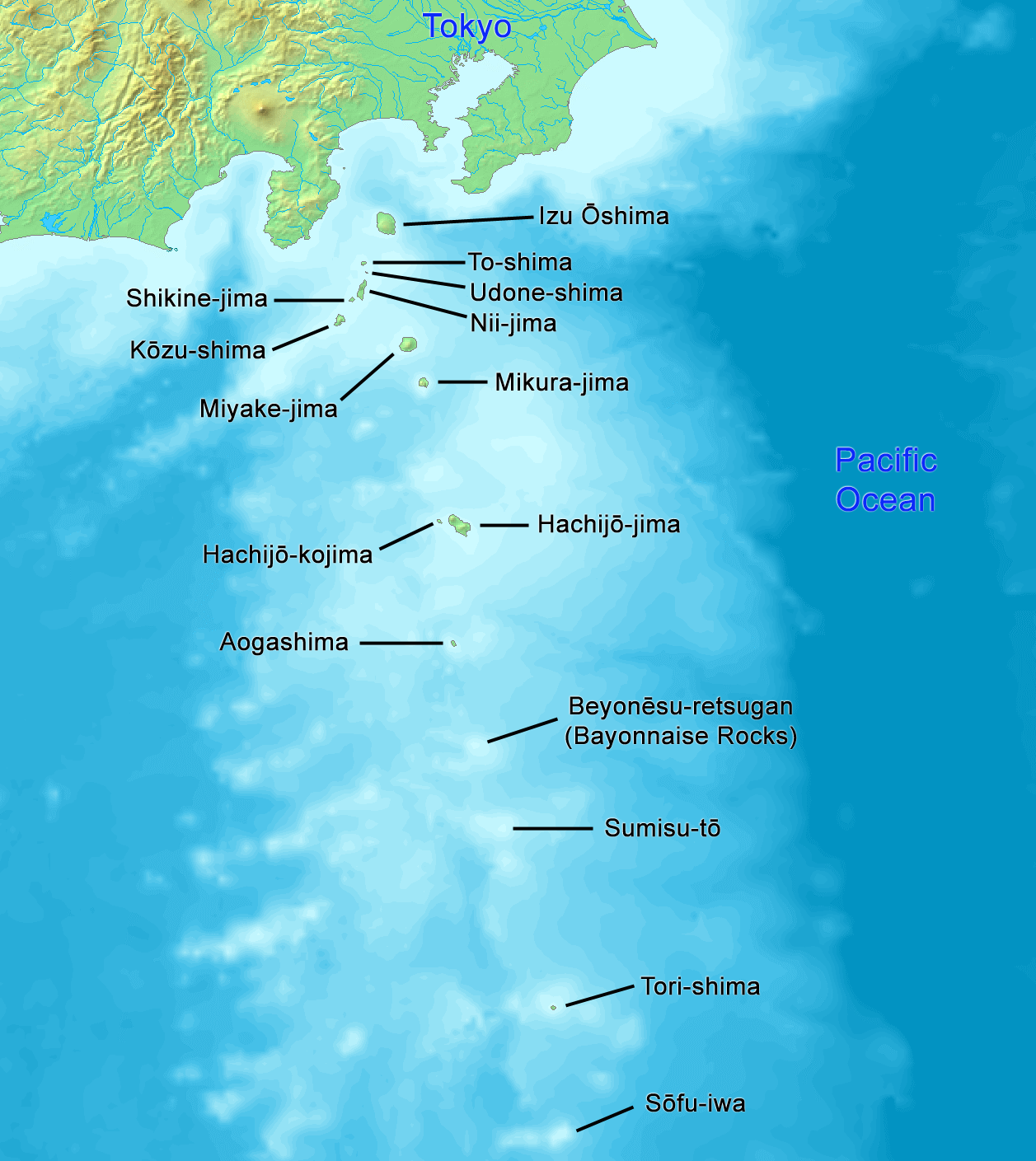
Izuöarna, Tori-shima näst längst ned

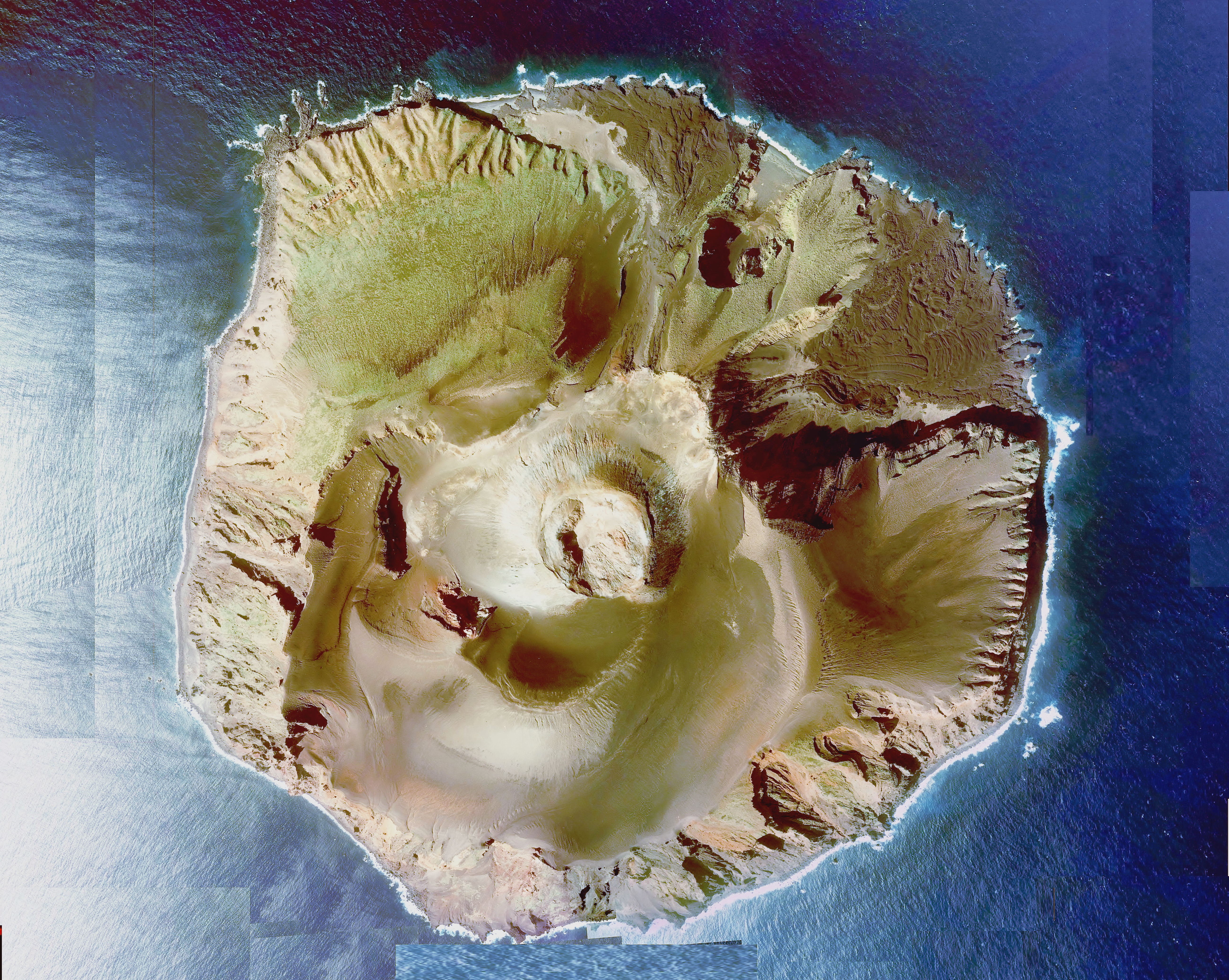
bild över Tori-shima

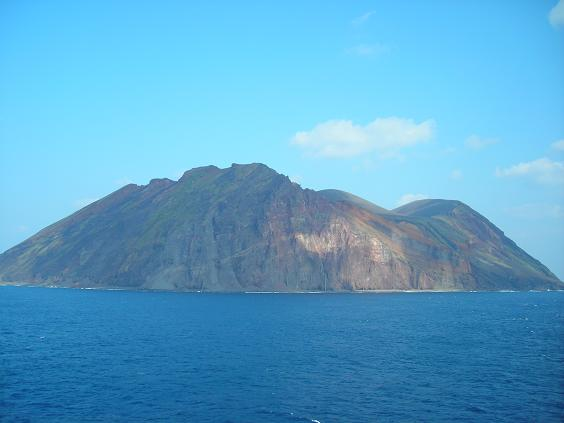
Tori-shima

Tori-shima, även Izu-Tori-shima (japanska  (鳥島?) Tori-shima) är en liten ö bland Izuöarna i nordvästra Stilla havet och tillhör Japan.

## Geografi
Tori-shima ligger cirka 600 kilometer söder om Tokyo och ca 480 km sydöst om huvudön Izu-Ōshima som det näst sydligaste området bland Izuöarna.
Ön är av vulkaniskt ursprung med en omkrets på cirka 2,7 km. Den högsta höjden är Iwo-Yama på cirka 394 m ö.h. (1). Ön ingår i också i nationalparken "Fuji-Hakone-Izu National Park".
Förvaltningsmässigt är ön en del i subprefekturen Hachijō-shichō som tillhör Tokyo prefekturen på huvudön Honshu. Såväl Hachijō-machi som Aogashima-mura kräver förvaltningsrätten över Tori-shima och de övriga obebodda småöarna Beyonesu retsugan (Bayonaiseklipporna), Sumisutō-jima (Smithön) och Sofugan (Lot's Wife).

## Historia
Det är inte dokumenterat när Tori-shima upptäcktes.
1902 fick vulkanen ett våldsamt utbrott där hela den dåvarande befolkningen på ca 125 människor omkom, sedan dess har ön varit obebodd (2).
Vulkanen fick sitt senaste utbrott 1939 och den 12 augusti 2002 syntes ett stort rökmoln över vulkanen som dock ej fick ett utbrott då.